# 落合金町連合
落合金町連合（おちあいかなまちれんごう）は、東京都台東区に本部を置く暴力団で、指定暴力団山口組の二次団体。旧独立指定暴力団の山口組系國粹会に源流を有する組織で、2011年の暮れ頃に同組の直系組織（二次団体）となった。「金町一家」、「保科一家」、「落合一家」、「草野一家」ほか10数団体で構成され、東京都内や近県を勢力範囲としている（2012年時点）。

## 来歴
五代目体制下の山口組系國粹会で若頭の地位にあった佐藤光男が、同会内の「落合一家」、「金町一家」、ならびに「保科興業」を糾合しこの落合金町連合を結成、そして2011年の10月をもって山口組の直系組織に昇格。國粹会に続く、東京都内に本部を置く2つ目の山口組直系組織としての始動であった。当初の組織構成の内訳は、「八代目金町一家」、「初代保科一家」、「十代目落合一家」、「初代草野一家」という中核4団体とその他10数団体となった。

## 情勢
ともに山口組の傘下団体にあたる弘道会、山健組、良知組ならびに國粹会とともに、警視庁による暴力団総合対策の最重点対象団体となっている〔2012年度『警視庁重点目標』訓令より〕。

### 他団体関係
山口組の直系組織に昇格した年（2011年）の11月にさっそく「盃直し」の儀式が行われている。開催の地となったのは静岡市内に位置する清水一家の本部事務所で、山口組のいわゆる関東ブロックの直系団体首領らが出席。“取持人”としての藤井英治（國粹会）、“検分役”としての鈴木一彦（旭導会）ならびに青野哲也（一力一家）、“奔走人”としての高木康男（清水一家）ならびに良知政志（良知組）、そして“見届人”としての船木一治（誠友会）、茶谷政雄（茶谷政一家）、落合勇治（小西一家）、山嵜昌之（益田組）、塚本修正（藤友会）、富田丈夫（國領屋一家）、浜田重正（浜尾組）、波入信一（奥州会津角定一家）などの列席が見られた。

### 事件関係
前身の「金町一家」は東京・山谷の手配師の本締めであり、日雇い労働者を強烈に搾取していた。その為、日雇い労働者が組織する山谷争議団とは激しい対立関係にあった。特に1980年の衝突は「金町戦」「金町戦争」と呼ばれ、争議団側が金町一家の街宣車を焼いたり、金町一家西戸組が争議団メンバーの殺害を予告したビラを撒くなど壮絶なものとなった。こうした様子は映画『山谷─やられたらやりかえせ』で描かれている。金町一家は映画スタッフを付け狙い、共同監督を務めた佐藤満夫・山岡強一の二人を路上で殺害している。
2011年12月14日、東京・六本木の雑居ビル内飲食店にて、山口組系組幹部を含む4名がおよそ20名の男らからビール瓶などを用いての集団暴行を受けるという事件が発生。溝口敦の伝えるところによれば、その4名のうち3名は傘下保科一家の構成員で、残りの1名が極心連合会の元構成員であった。うち1名は脳挫傷で生死の境を彷徨う事態に陥ったものの、一命を取り留めている。住吉会幸平一家関係者ならびに半グレ集団「関東連合」元関係者らによる加害であったという。のち2012年暮れに至って、実行犯の1人と見られる住吉会系組員の男が傷害容疑で逮捕されるも処分保留で釈放、それからほどなくして、中国残留孤児系不良グループ「怒羅権」の元リーダーで住吉会系組員の男（主犯格）、および関東連合OBら、あわせて4名に新たに逮捕状が出るに至った。この事件については、のちの「六本木クラブ襲撃事件」（2012年）に連なるものであったとの見方も示された。

## 最高幹部陣（発足時）
出典：『実話時報 2012年1月号』
- 会長：佐藤光男 ― 1953年[11]〈昭和28年〉1月18日生[12]（72歳）。落合一家六代目総長・高橋岩太郎の最後の若衆。2007年、藤井英治を首領に据えた五代目國粹会が発足すると、同会にて本部長の役を獲得、さらに落合一家の九代目を襲名し、それまで“落合会”と称していた落合一家の名跡を復活させた。翌2008年からは國粹会の若頭に就任し、同会にあって藤井の右腕として活動[13]。2025年5月14日、六代目山口組若頭補佐に昇格[14]、また、関東ブロック長を受け継いだ[15][16][17]。
- 舎弟頭：西戸昂主
- 若頭：保科努
- 本部長：水野城和
- 最高顧問
  - 椛沢義臣
  - 志和武
- 筆頭若頭補佐：草野世督
- 若頭補佐
  - 佐藤進
  - 清水亨
  - 近野龍光
  - 池羽薫
  - 石川昇二
  - 野口啓介
- 秘書室長：高橋裕史
- 舎弟・本部長補佐：近藤雅仁
- 舎弟
  - 圷隆一
  - 結城仁道
  - 玉井安雄
- 運営委員長：西勝隆裕
- 諮問委員長：松川弘和
- 渉外委員長：首藤富士雄
- 懲罰委員長：加藤孝範
- 慶弔委員長：樸臣虎
- 風紀委員長：圷勇人
- 事務局長：青野吉光